# 北海道文化賞
北海道文化賞（ほっかいどうぶんかしょう）は、北海道の文化の向上発達に関し顕著な功績を収めたものに与えられる賞。1949年（昭和24年）創設。
元々は北海道教育委員会の所管だったが、2012年（平成24年）より北海道知事部局に移管され、現在は北海道環境生活部が所管している。

## 概要
2012年現在は、芸術・科学・教育・その他の4分野について、それぞれ以下の条件を満たすものに与えられる。受賞者は文化賞・奨励賞共に1回につき各3件以内。対象は個人・団体を問わないほか、北海道外の個人・団体でも功績が顕著と認められれば受賞対象となる。
北海道文化賞
文化の向上発達に関して、特に功績が顕著なもの。また北海道に貢献した活動歴が概ね20年以上のものに与えられる。
北海道文化奨励賞
功績が顕著であり、今後の活動が期待できるもの。また北海道に貢献した活動歴が概ね10年以上のものに与えられる。
類似の賞に北海道地域文化選奨（以下「選奨」）があるが、選奨は北海道内の個人・団体のみが対象であるのに対し、文化賞は北海道外の個人・団体も対象となる点が大きな違いである。

## 主な受賞者

### 文化賞
- 田辺三重松（1949年）
- 荒谷正雄（1950年）
- 更科源蔵、河野広道（1951年）
- 山下秀之助（1952年）
- 木田金次郎、斎藤与一郎[2]（1954年）
- 戸津高知（1956年）
- 西田直道（1957年）
- 半澤洵（1958年）
- 山口喜一、高橋房次（1959年）
- 逢坂信忢（1960年）
- 大野精七（1961年）
- 今田敬一（1962年）
- 上原轍三郎（1964年）
- 田上義也、児玉作左衛門（1965年）
- 町村敬貴、牧野キク（1967年）
- 安孫子孝次（1968年）
- 高倉新一郎（1969年）
- 加藤愛夫（1972年）
- 坂本直行（1974年）
- 本郷新（1978年）
- 山田秀三（1979年）
- 札幌交響楽団、村田喜一、所雅彦（1980年）
- 河邨文一郎（1981年）
- 高橋萬右衛門、栗谷川健一（1983年）
- 山本多助（1985年）
- 沢田誠一（1986年）
- 和田謹吾（1987年）
- 中山周三（1988年）
- 一原有徳、長見義三（1990年）
- 高橋揆一郎、小川東洲（1991年）
- 千田モト、遠藤ミマン（1992年）
- 萱野茂（1993年）
- 中野北溟（1994年）
- 加藤多一（1995年）
- 三浦綾子（1996年）
- 栃内忠男（1997年）
- 原子修（1998年）
- 青木由直（2001年）
- 原田康子、正富宏之（2003年）
- 小檜山博（2005年）
- 竹田津実（2008年）
- 山名康郎（2009年）
- 阿部典英（2011年）
- 時田則雄（2012年）
- 水越武、安田侃、久富淑子（2013年）
- 岡田淳子、尾高忠明、佐々木基晴（2014年）
- 神谷忠孝（2016年）
- 野田弘志（2018年）
- 阿部和加子、貝澤雪子、笠井誠一（2019年）
- 足立敏彦、五十嵐威暢、大平まゆみ（2020年）
- 磯田憲一、内田弘、羽生輝（2021年）
- 佐藤武、友田多喜雄、南正剛（2022年）
- 宇梶静江、國松明日香、松村隆（2023年）

### 奨励賞
- 河邨文一郎（1949年）
- 和田徹三（1950年）
- 太平洋炭礦図書館（1951年）
- 栗谷川健一（1955年）
- 遠藤ミマン（1956年）
- 中野北溟（1969年）
- 小笠原克、山田秀三（1974年）
- 萱野茂、原子修（1978年）
- 川越守（1986年）
- 坂本幸四郎（1990年）
- 豊島輝彦（1997年）
- 米原眞司（2003年）
- 岡部昌生（2006年）
- OKI、國松明日香（2008年）
- 佐藤まどか（2012年）
- 五十嵐秀彦、井田重芳、高橋三太郎 (2013年)
- 岡田敦、髙橋義雄、艾沢詳子 (2014年)
- 小林快次（2018年）
- 蒼野甘夏、奥山健恵、知的障がい者演劇集団「あいのさとアクターズ」（2019年）
- 大橋静琴、北川智浩、武石英孝（2020年）
- 川上りえ、北村清彦、旭川彫刻フェスタ実行委員会（2021年）
- 上嶋秀俊、八子直子（2022年）
- 野瀬栄進、茂呂剛伸、山田起雲（2023年）